# Louise Hoffsten
Anna Viktoria Louise Hoffsten, vystupující pod jménem Louise Hoffsten (* 6. září 1965 Linköping), je švédská zpěvačka, hudebnice a skladatelka, jejíž tvorba se pohybuje na pomezí několika různých stylů, obzvláště rocku, blues, folku a popu.
Louise se narodila ve městě Linköping ve Švédsku. Jejím otcem je Gunnar Hoffsten, který byl také hudebníkem v jazzové skupině.
Od svých prvních nahrávek se Louisenina hudba a pódiové počiny proplétali spolu s rockem a folkem s vlivem bluesu, mezitím někdy se přesunula na R'n'B. Je jednou z nejpopulárnějších bluesových zpěvaček ve Švédsku, své skladby často doplňuje o hru na harmoniku.
Vybudovala si širokou skupinu příznivců ve své rodné zemi. Vyhrála mnoho cen a v současnosti žije ve Stockholmu.
Svou kariéru začala jako zpěvačka v populární švédské skupině Clas Yngström & Sky High v 80. letech. Poté, co ze skupiny Sky High odešla, soustřeďuje se na kariéru sólovou.
V roce 1996 byla Louise diagnostikována roztroušená skleróza, ale i přes komplikace a deprese stále píše, cestuje a vystupuje. Zdravotní potíže reflektuje ve své tvorbě.
V roce 2013 se s písní "Only the Dead Fish Follow the Stream" zúčastnila švédského národního kola do Eurovision Song Contest. Obsadila páté místo.

## Diskografie

### Studiová alba
- 1987: Genom eld och vatten
- 1988: Stygg
- 1989: Yeah, Yeah
- 1991: Message of Love
- 1993: Rhythm & Blonde[3]
- 1995: 6
- 1996: Kära Du
- 1999: Beautiful, But Why?
- 2004: Knäckebröd Blues
- 2005: From Linköping to Memphis
- 2007: Så Speciell
- 2009: På andra sidan Vättern
- 2012: Looking for Mr. God
- 2014: Bringing Out the Elvis
- 2015: L
- 2017: Röster ur mörkret
- 2022: Crossing the border

### Kompilační alba
- 2002: Collection 1991–2002

### Živá alba
- 2003: Louise Hoffsten live med Folkoperans Orkester

## Knihy, CD, DVD
- 1997: Blues (kniha s CD nahrávkou)
- 1998: Tilde & Tiden (Dětský příběh čtený Louise Hoffsten)

### Soundtrack
- 1996 The Associate (na "Nice Doin' Business")